# Цепина (гара)
Вижте пояснителната страница за други значения на Цепина.
Цепина е железопътна гара по единствената функционираща в България теснопътна железопътна линия с междурелсие 760 mm, свързваща градовете Септември, Велинград, Якоруда, Белица, Разлог, Банско и Добринище. Името ѝ идва от разположените наблизо връх и средновековна крепост Цепина, както и от факта, че в далечното минало Чепинският край носил това име. Спирката се намира в участъка Септември – Велинград, в междугарие Варвара – Долене, при km 14+000 (km 0+000 е жп гара Септември).

## Географско разположение
Намира се в Чепинския пролом, разделящ западнородопските ридове Алабак и Къркария посредством Чепинска река. Южно от спирката се намира устието на река Лещарица, десен къс приток на Чепинска река. Непосредствено преди гарата – северно, се намират тунели № 3, 4, 5, 6, 7 и 8, които в началото на 1990-те години са обединени, с цел да се защити линията от свличане на скали и земна маса. Отстои на 14 km от началната гара Септември, на 25 km от гара Велинград, на 72 km от гара Якоруда, на 101 km от гара Разлог, на 105 km от гара Банско и на 111 km от последната гара – Добринище.

## История
Гара Цепина е изградена и открита за нуждите на влаковия трафик по теснолинейката Септември – Добринище – за разминаване на влаковите композиции. Тя е важен железопътен обект от стратегическо значение за националната сигурност.
Открита е на 1 август 1926 г. – с привеждане в редовна експлоатация на първия участък от теснолинейката Септември – Добринище – този между днешните гари Септември и Велинград. Първоначално е наречена Дорково, но през 1928 г. с – откриването на отсечката Пазарджик – Варвара, е преименувана на Цепина.
На 21 декември 1943 г. партизани от отряд „Антон Иванов“ извършват политическа акция на гарата. По-късно е поставена паметната плоча на лицевата страна на фасадата. Убити са двама полицаи, а пътниците са свалени от пристигащия влак. Мотрисата, пътуваща от Пазарджик за Чепино (Велинград), е пусната по инерция празна и се разбива в Чепинска река. След това линията е прекъсната с малък взрив.
Благодарение на директната връзка от теснолинейката Пазарджик – Варвара, туристически групи от Пазарджик и региона масово използват гара Цепина за туризъм до едноименната крепост, разположена на около 3,5 часа път по маркирана туристическа пътека през гората.
На 30 септември 2002 г. е закрита и според нормативната уредба на Национална компания „Железопътна инфраструктура“, която е неин стопанин, приема статут „необслужвана гара“ или още „жп спирка“. Персоналът е разпределен по другите експлоатационни пунктове, а приемното здание е опразнено и изоставено. През 2003 г. са демонтирани допълнителните коловози.
След закриването ѝ като обслужван железопътен обект, се използва от по-малко туристи, като изходен пункт за забележителностите и хижите в района.

## Флора и фауна
Районът на гарата е част от защитена зона „Яденица“, част от екологичната мрежа Натура 2000 по Директивата за опазване на природните местообитания и на дивата флора и фауна.
При устието на река Лещарица са разпространени на места източни гори от космат дъб (Quercus pubescens). Срещат се още бряст (Ulmus glabra), върба (Salix alba), дрян (Cornus mas), леска (Corylus avellana), исоп (Hyssopus officinalis), зайча сянка (Asparagus officinalis), върбинка (Verbena officinalis), дяволска уста (Leonurus cardiaca).
От животинските видове са разпространени поточен или каменен рак (Austropotamobius torrentium), речна овална (бисерна) мида (Unio crassus). Сред насекомите се срещат бръмбар рогач (Lucanus cervus), буков сечко (Morimus asper funereus), алпийска розалия (Rosalia alpine), миризлив отшелник (Osmoderma eremita), обикновен паракалоптенус (Paracaloptenus caloptenoides) и едно от най-едрите насекоми в България – голям дъбов сечко (Cerambix cerdo). Разпространени са пеперудите от вида Euphydryas aurinia и Euplagia quadripunctaria. Сред най-широко разпространеният вид риби е маришката мряна (Barbus cyclolepis). От земноводните се срещат жълтокоремна бумка и гребенест тритон на Буреш. От бозайниците се срещат видра, европейски вълк и 10 вида прилепи.
Покрай гара Цепина преминава участък от второкласния Републикански път II-84, прокаран през 1894 г.

## Туристически обекти
От гара Цепина се стига до крепостта Цепина, разположена на едноименния връх, закритата хижа Цепина, местността „Лещарска (Жълтата) скала“, село Дорково, Плиоценски парк – Дорково, връх Милеви скали и изоставената хижа „Милеви скали“, гара Долене, хижа Равно боре, Варварски минерални бани и село Варвара.

## Туристически маршрути

### гара Цепина – крепост Цепина
Пътеката до крепостта Цепина (жълтата маркировка) е възстановена от 15 април 2016 г. от доброволци. В продължение на голям период от време маршрутът, който е най-краткия път до древните останки, бе потънал в дървета и храсти, а маркировката се губеше. Затова почти никой не използвал пътеката много години. От април 2016 г. всеки може да слезе на гара Цепина и безопасно и безпроблемно да поеме нагоре за крепостта. Началото на пътеката е точно преди другата сграда в района на гарата, започва с бяла дървена табела, на която се вижда цветът – жълт и пише, че разстоянието се изминава за около 4 часа нормално ходене.
За един ден маршрутът може да се посети с влак „Юндола“, който заминава от Септември в 08:25 ч. и спира на Цепина в 09:00. Има връзка от Пазарджик, Пловдив и София. След около 4 часа се стига до крепостта (към 13:00 ч.). Ако се поеме обратно след час и половина престой за разглеждане, обяд и почивка, то за 3 часа и половина трябва да сте обратно на гарата – в 18:00 ч. Влак „Юндола“ идва в 18:04 ч. и в Септември прави връзка за Пазарджик, Пловдив и София.

### гара Цепина – връх Милеви скали
Пътеката започва зад гарата, от другата страна на шосето – при моста над Чепинска река. Маркировката е синя. Пътеката е почистена и с подновена маркировка през май 2016 г. Дълга е около 7 km и положителната ѝ денивелация е около 1150 m. Като цяло е стръмна пътека, която е подходяща за ходене нагоре (отнема от 3 часа и половина до 4 часа и половина) и също така надолу за по-подготвените планински колоездачи. В началото е панорамна и от нея се откриват гледки към рида Къркария, Горнотракийската низина, връх Голяма Сюткя. След това навлиза в гората и достига до премката при връх Фенера (1460 m). От там до връх Милеви скали е по-полегата и се откриват гледки към Чепинската котловина, голяма част от Родопите и също към Рила. За връх Милеви скали има още два варианта в близост – от спирка Марко Николов през хижа Равно боре (червена маркировка) или от следващата гара – Долене (зелена маркировка).

## Разписание на преминаващите влакове
Разписанието е в сила от 11 декември 2017 г.
| влакове за Велинград и Добринище | час   |
| -------------------------------- | ----- |
| 16101 „Вихрен“                   | 02:40 |
| 16103 „Родопи“                   | 09:06 |
| 16105 „Места“                    | 13:45 |
| 16107 „Рила“                     | 16:25 |

| влакове за Септември | час   |
| -------------------- | ----- |
| 16220 „Клептуза“     | 05:46 |
| 16102 „Рила“         | 09:42 |
| 16104 „Вихрен“       | 14:23 |
| 16106 „Родопи“       | 17:55 |
| 16108 „Места“        | 23:08 |

## Реновиране (август 2015 – септември 2017)
В края на август 2015 г. младежи от Пазарджик, Септември, Варвара и Ветрен дол поемат инициативата за доброволно реновиране на приемното здание и прилежащата територия на закритата гара Цепина. Целта е сградата да бъде опазена, защото от 2002 г. насам се руши, а се намира в красива местност, построена е преди повече от 90 години и пази много история. Идеята е необслужваната гара да се превърне в музей на теснолинейката Септември – Добринище. Каузата среща много последователи, които помагат със средства, материали и труд.
През 2015 г. са почистени гаровият перон и товарната рампа, дотогава покрити с треви, храсти и отпадъци, почти влезли в зданието; ремонтирани и пребоядисани са колоните и покривът на навеса; изцяло ремонтиран е покривът на сградата, както и коминните тела; подменени са десетки счупени стъкла по прозорците, за да се спре достъпът на вятър, птици и насекоми вътре; почистени са всички помещения от трупаните с години отпадъци; поставена е нова табела „Цепина“, защото старата е открадната; пребоядисани са външно всички прозорци и външните врати; последните са заключени за ограничаване на достъпа до помещенията като мярка срещу вандализъм.
До април 2016 г. са поставени водосточни тръби на нивото на първия етаж, където поради липсата им водата е отмивала мазилката; почистени са от тръни, храсти, високи треви и отпадъци поляните пред гарата; разчистено и освежено е пространството и зад зданието; засадени са над 50 корена цветя, поставено е табло с актуално разписание на влаковете; мазилката откъм перона е възстановена и цялата фасада отпред е пребоядисана.
Към края на месец септември 2016 г. са закърпени и отремонтирани стените на всички помещения, пукнатините по таваните също са запълнени и заздравени, свалена е подкужушената стара боя в гарата, прозорците са подготвени за вътрешно боядисване, изграден е нов таван в канцеларията, която е в най-окаяно състояние, стените също са изцяло подновени като покритие, доставени са от Варвара 3 бр. гарови пейки, 1 от които е поставена за удобство на преминаващите и чакащите под гаровия навес, в непосредствена близост до зданието се изгражда чешма, сградата е снабдена с маломощно слънчево захранване, зареждащо 2 крушки, поставени външно, за да осветяват перона нощем.
За периода от октомври до средата на ноември всички помещения на двата етажа са боядисани, в т.ч. стълбището, вратите, прозорците, както и външният навес.
Ремонтните дейности по приемното здание на необслужваната гара Цепина завършват на 11 ноември 2016 година. Сградата е готова да посрещне зимата със здрав покрив, водостоци, прозорци, врати и изцяло обновен и освежен вид, близък до автентичния. За сигурността на обекта е монтирана и камера.
През 2017 г. се водят разговори в министерството на транспорта за бъдещето на сградата на гара Цепина.

## Дом-музей на теснолинейката
Дом-музеят на теснолинейката се помещава в зданието на гара Цепина. Открит е на 3 септември 2017 г. и разполага със снимкова и предметна експозиция от историята на линията. В голямата чакалня може да се разгледат архивни снимки от строежа и ранната експлоатация на линията. В малката чакалня са изложени снимки от периода на възход за теснолинейката. В канцеларията е пресъздадена обичайната работна обстановка. Поставено е писалище за дежурния ръководител движение, както и апаратура за връзка със съседните гари, фенер, сигнален диск, бюро за билетния касиер, казие (шкаф за билети) и компостьор (датник). Изложени са много документи, книги, таблици, тарифи и пр. В стълбищната клетка са закачени табели от различни гари, както и снимки от най-неприятния период на разруха. На втория етаж също има изложени експонати от експлоатацията на линията. Изложени са снимки от предишното състояние на гара Цепина, както и такива от ремонта ѝ. Следващото помещение е посветено на вече закритата теснолинейка Пазарджик – Варвара. Последната зала е предназначена за новата история на теснолинейката и за бъдещи събития.
Входът е свободен за всички посетители. За посещение трябва да се направи предварителна заявка Архив на оригинала от 2019-05-04 в Wayback Machine..
| Зимно работно време на дом-музея на теснолинейката | Зимно работно време на дом-музея на теснолинейката | Зимно работно време на дом-музея на теснолинейката | Зимно работно време на дом-музея на теснолинейката | Зимно работно време на дом-музея на теснолинейката | Зимно работно време на дом-музея на теснолинейката | Зимно работно време на дом-музея на теснолинейката |
| -------------------------------------------------- | -------------------------------------------------- | -------------------------------------------------- | -------------------------------------------------- | -------------------------------------------------- | -------------------------------------------------- | -------------------------------------------------- |
| Понеделник                                         | Вторник                                            | Сряда                                              | Четвъртък                                          | Петък                                              | Събота                                             | Неделя                                             |
| 09:30 – 18:30 само по заявка                       | 09:30 – 18:30 само по заявка                       | 09:30 – 18:30 само по заявка                       | 09:30 – 18:30 само по заявка                       | 09:30 – 18:30 само по заявка                       | 09:30 – 18:30 само по заявка                       | 09:30 – 18:30 само по заявка                       |